# Resident Evil: Dead Aim
Resident Evil: Dead Aim (укр. Оселя зла: Мертва мішень) — відеогра в жанрі Light gun shooter, розроблена студією Cavia та видана компанією Capcom. Це третя частина циклу Gun Survivor в серії Resident Evil, а також четверта і остання частина самої серії Gun Survivor.

## Ігровий процес
Dead Aim використовує перспективу від третьої особи під час руху і перемикається на вид від першої особи під час прицілювання і стрільби, з точкою в центрі екрану, яка допомагає гравцеві прицілитися. Це одна з небагатьох ігор серії Resident Evil, яка дозволяє гравцеві рухатися під час прицілювання і сумісна із світловим пістолетом PlayStation 2 та USB-мишею.

## Сюжет
У 2002 році, через 4 роки після подій Resident Evil 2, лайнер Spencer Rain, що належить компанії Амбрелла, був заражений Т-вірусом, викраденим з паризької лабораторії Амбрелли, біотерористом і колишнім співробітником компанії Морфеєм Д. Дювалем, а його секретний вантаж - біоорганічна зброя — навмисно викинута назовню. Морфей погрожує випустити ракети з Т-вірусом з невідомого сховища, якщо США і Китай не погодяться на його викуп у розмірі 5 мільярдів доларів. Брюс МакҐіверн, член Слідчої групи з розслідування діяльності Амбрелли Стратегічного командування США, створеної урядом США з єдиною метою — знищити корпорацію Амбрелла, вирушає на місце події. Разом з ним працює агентка Фонґ Лінґ, відряджена китайським МДБ. Хоча вони мають спільні цілі та спільного ворога, їхні уряди виступають проти співпраці.
Під час розслідування Брюса знаходить Морфей і тримає його під дулом пістолета на передній палубі. Зненацька Фонґ Лінґ кидає гранату, що дозволяє Брюсу втекти всередину корабля, а Морфей отримує поранення під час вибуху. Пізніше Морфей заражає себе експериментальним вірусом «t+G», щоб уникнути смерті від летального поранення. Цей вірус змінює його тіло: зовні Морфей набуває більш жіночних рис, вирощує груди і отримує природні високі підбори. Після короткої зустрічі з мутованим Морфеєм у вантажному відсіку, Брюс за допомогою Фонґ Лінґ тікає в інженерний відсік, не зумівши завдати Морфею ніякої шкоди. Відновивши живлення окремих частин корабля і знайшовши важливі предмети, вони отримують доступ до містка — під час пошуків Брюс вбиває інфікованого капітана — щоб дізнатися, що Spencer Rain знаходиться на маршруті зіткнення з островом, розташованим неподалік. Вибігши назовні, щоб втекти з корабля, Брюс змушений битися з Тираном 091, який вирвався з ізоляції перед зустріччю Брюса з Морфеєм. Перемігши його, Брюс стрибає в океан і допливає до берега, поки лайнер розбивається.
Після невеликого дослідження острова, на якому знаходиться покинутий комплекс Амбрелли, Брюс спускається в його водні артерії в пошуках Морфея. Пробираючись через низку підводних каналів, він дізнається, що острів використовувався як сховище для утилізації відходів несправної біологічної зброї, допоки його не було втрачено під час спалаху біологічно небезпечної інфекції. У глибині комплексу Фонґ Лінґ втекла від «Плутона» — невдалого експерименту Амбрелли, який компанія втратила, але згодом він знову зустрічається з Морфеєм. Саме в цей момент вони дізнаються, що китайці підкорилися вимогам Морфея і погодилися на викуп, домовившись про запуск орбітального військового супутника, який має вбити Фонґ Лінґ за допомогою направленого лазера, для збереження тотальної секретності. Брюс правильно здогадується, що супутник відстежує чіп у її татуюванні, і починає вирізати його ножем. Знищивши чіп, супутник зупиняє атаку. Вони прямують до сховища, щоб потрапити до підводної біосфери, частиною якої є ракетна шахта, але Брюс змушений битися з Плутоном, перш ніж дістатися до неї.
Після перемоги над Плутоном вони спускаються ліфтом, але раптово з'являється Морфей, і ліфт падає на морське дно. Двоє агентів виживають в аварії і досліджують об'єкт, де з'ясовують, що власна біотерористична організація Морфея вже була зруйнована черговим спалахом Т-вірусу. Фонґ Лінґ потрапляє в полон до Морфея, який використовує її для гри з Брюсом — чи спробує він врятувати її, чи покине, щоб виконати місію. Брюс вирішує врятувати її, дозволивши Фонґ Лінґ надати йому необхідну підтримку в пошуках ракет. Однак сильно мутований Морфей намагається завадити Брюсу вчасно дістатися до них, хоча подальші травми призводять до того, що G-мутант збільшується в розмірах. Брюс успішно перемагає Морфея, внаслідок чого мутант починає безупинно збільшуватися в розмірах, аж поки підводний об'єкт не самознищується. Після запобігання запуску ракет, ліквідації Морфея та знищення всіх слідів комплексу, Брюс і Фонґ Лінґ вибираються на поверхню на рятувальній шлюпці. З неї вони запускають у небо сигнальну ракету, яка вказує на місцезнаходження агентів їхньому керівництву та рятувальним службам. Брюс просить Фонґ Лінґ поїхати з ним до Америки. Вона відмовляється, кажучи, що вона не може залишити свою батьківщину. Брюс кидає дотепний жарт її мовою, і двоє агентів обіймаються, чекаючи, поки прилетить гелікоптер, щоб відвезти їх у безпечне місце.

## Розробка
Dead Aim була анонсована у 2002 році як гра для PlayStation 2, що мала вийти в Японії десь у 2003 році. Як і Gun Survivor 2, на той час її не планували випускати в США.
Пресреліз Capcom від 15 січня 2003 року показав робочу збірку гри, в якій, на відміну від попередніх трьох частин Gun Survivor, Gun Survivor 4 (яка на американському та європейському ринках буде називатися Resident Evil: Dead Aim ) перемикатиметься між видами від першої та третьої особи, залежно від того, чи прицілюється гравець, чи ні. Також було підтверджено, що світловий пістолет GunCon буде сумісний з грою. На конференції було оголошено, що реліз гри заплановано на червень 2003 року.
Незважаючи на реліз у червні, Dead Aim все ж таки з'явилася на виставці E3 2003 всього за місяць до нього, разом з релізом ігор для GameCube — Resident Evil Code: Veronica X та Resident Evil Outbreak.
У грі-кросовері 2005 року двох компаній Namco × Capcom Брюс і Лінґ додали у вигляді ігрових персонажів.

## Сприйняття
| Агрегатор    | Оцінка               |
| ------------ | -------------------- |
| GameRankings | 66.74% (47 рецензій) |
| Metacritic   | 65/100 (28 рецензій) |

| Видання                  | Оцінка |
| ------------------------ | ------ |
| 1Up.com                  | C      |
| Computer and Video Games | 6/10   |
| Eurogamer                | 7/10   |
| Game Informer            | 6/10   |
| GameSpot                 | 6.4/10 |
| IGN                      | 6.9/10 |

Dead Aim отримала змішані відгуки критиків. GameSpot поставив їй 6,4 бала, заявивши: «Це не найкраща гра серії Resident Evil і не найкращий шутер, але Dead Aim створює цікавий, унікальний гібрид, і це гідний похвали подвиг». IGN оцінив гру на 6,9 балів, назвавши її найкращою в серії Gun Survivor і відзначивши чудову графіку, але розкритикувавши за прісні діалоги і неоригінальну передісторію. X-Play оцінили гру на 4/5, відзначивши покращену графіку та управління порівняно з попередніми розробками.